# 柳川由玲奈
柳川 由玲奈（やながわ ゆりな）は、日本のタレントである。
福岡県出身。ワタナベエンターテイメントカレッジ卒業。

## 来歴・人物
- 2012年（平成24年）3月筑紫女学園高等学校卒業後、声優を目指し、福岡市より上京。ワタナベエンターテイメントカレッジ声優タレント科を卒業後は、事務所に入り現在は別名で活動している。親を説得するため上京と同時に法政大学に入学しているが、本人曰く勉学より演劇の勉強に夢中になり1年で中退。
- ワタナベエンターテインメントカレッジ在学中の2012年、極楽湯の5代目イメージガール[1]を務める。
- ガールズトーク〜十人のシスターたち〜第17話に愛華役で出演。
- 「ミス大喜利コンテスト2012」ファイナルステージ（ミスオオギリコンテスト）、決勝進出[2][3]。